# William Lowther (3e baronnet)
Pour les articles homonymes, voir Lowther.
William Lowther, 3e baronnet (1727 – 15 avril 1756) est un propriétaire foncier britannique, de Marske Hall, Yorkshire et Holker Hall.

## Biographie

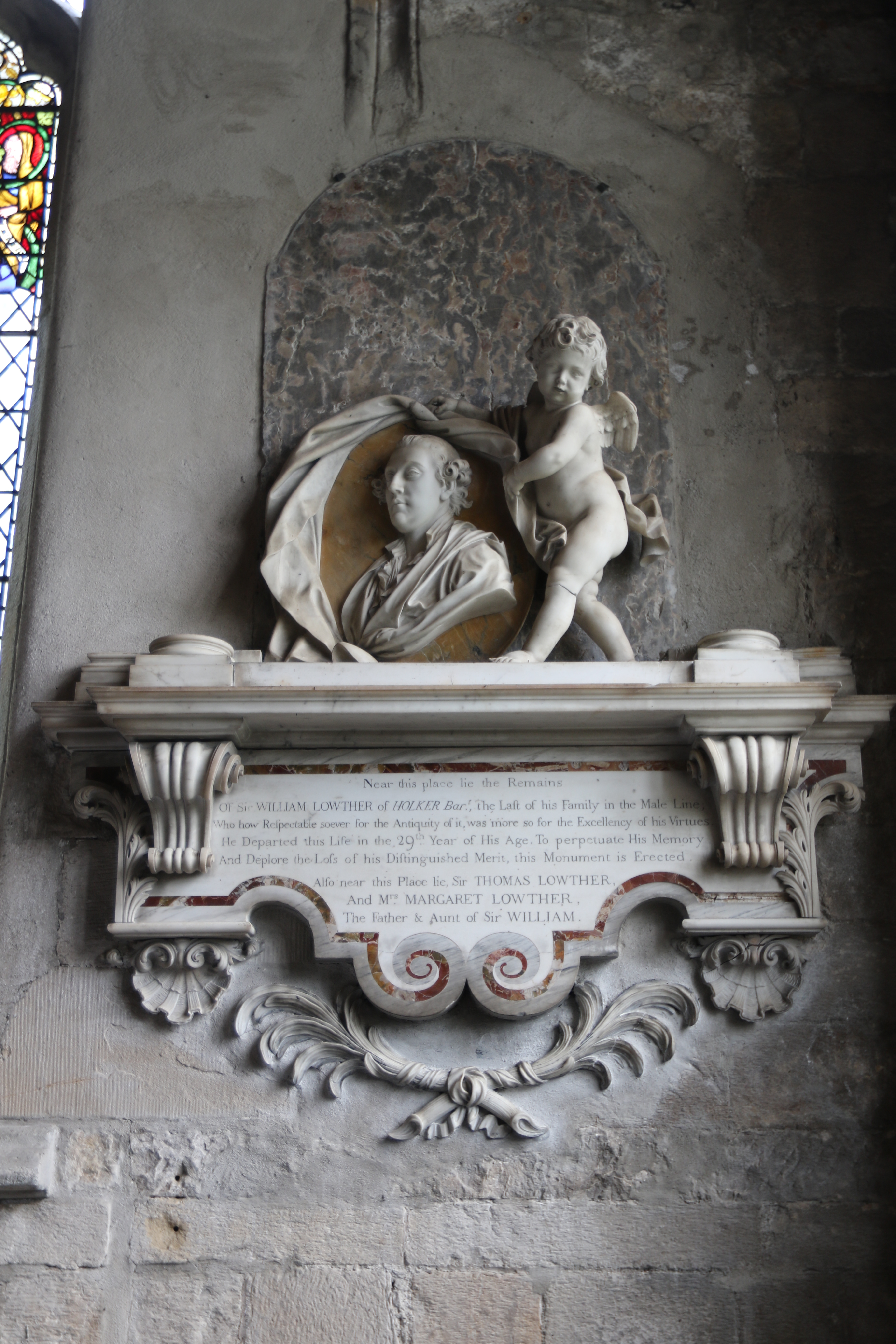
Monument commémoratif de Sir William Lowther dans le prieuré de Cartmel

Il est le fils aîné de Thomas Lowther (2e baronnet) et de Elizabeth Cavendish.
En janvier 1755, il hérite des domaines de Whitehaven et des mines de charbon de son cousin, James Lowther (4e baronnet), et lui succède en tant que député de Cumberland. Il meurt célibataire en 1756, le dernier de sa lignée. Il laisse la majeure partie de ses propriétés, notamment Whitehaven, à son cousin, James Lowther. Holker Hall, qui est venu de sa grand-mère Catherine Preston, est laissé à un lointain cousin de sa mère, Elizabeth Cavendish, George Cavendish.
Marske Hall est acheté par Thomas Dundas, plus tard Seigneur de Dundas, en 1762.